# Kalanchoe petitiana
Kalanchoe petitiana ist eine Pflanzenart der Gattung Kalanchoe in der Familie der Dickblattgewächse (Crassulaceae).

## Beschreibung

### Vegetative Merkmale
Kalanchoe petitiana ist eine ausdauernde, kahle oder flaumhaarige Pflanze, die Wuchshöhen von 30 bis 70 Zentimeter erreicht und dichte Gruppen bildet. Ihre stielrunden, zur Spitze hin verzweigten Triebe sind an ihrer Basis niederliegend-aufrecht und weisen einen Durchmesser von bis zu 3 Zentimeter auf. Die fleischigen Laubblätter sind gestielt. Der Blattstiel ist 2,5 bis 4 Zentimeter lang. Die breit elliptische, verkehrt eiförmig-längliche bis eiförmige  Blattspreite ist 6 bis 16 Zentimeter lang und 4 bis 11 Zentimeter breit. Ihre Spitze ist gerundet, die Basis plötzlich keilförmig bis fast herzförmig. Der Blattrand ist unregelmäßig gekerbt bis gezähnt.

### Generative Merkmale
Der dichte Blütenstand ist etwas flachköpfig und 60 bis 200 Zentimeter lang. Die aufrechten, süß duftenden Blüten stehen an 5 bis 10 Millimeter langen Blütenstielen. Ihre Kelchröhre ist 0,5 bis 1 Millimeter lang. Die linealisch-dreieckigen, stark zugespitzten Kelchzipfel sind 7 bis 12 Millimeter lang und 1,3 bis 2 Millimeter breit. Die Blütenkrone ist blassgelb oder magentarot bis weiß und rosafarben überhaucht. Die zylindrisch-konische, an der Basis aufgeblähte Kronröhre ist 14 bis 20 Millimeter lang. Ihre stumpf, länglichen Kronzipfel tragen ein aufgesetztes Spitzchen. Sie weisen eine Länge von 6 bis 7 Millimeter auf und sind 3,5 bis 5 Millimeter breit. Die oberen Staubblätter ragen aus der Blüte heraus. Die linealischen Nektarschüppchen weisen eine Länge von 2,5 bis 3,5 Millimeter auf und sind 0,4 bis 0,5 Millimeter breit. Das längliche Fruchtblatt weist eine Länge von 7 bis 12 Millimeter auf. Der Griffel ist 8 bis 10 Millimeter lang.

## Systematik und Verbreitung
Kalanchoe petitiana ist in Äthiopien verbreitet.
Die Erstbeschreibung durch Achille Richard wurde 1847 veröffentlicht. Es werden folgende Varietäten unterschieden:
- Kalanchoe petitiana var. petitiana
- Kalanchoe petitiana var. neumannii (Engl.) Cufod.

## Nachweise